# Adalbert Ier de Sarrebruck
Pour les articles homonymes, voir Adalbert Ier et Adalbert.
Adalbert de Sarrebruck (né au XIe siècle † 23 juin 1137) fut chancelier de l’empereur Henri V et archevêque de Mayence de 1111 jusqu'à sa mort. Il accorda pour la première fois les droits civiques aux bourgeois de Mayence, joua un rôle important dans la décision du concordat de Worms (1122) qui mit fin à la querelle des Investitures, et obtint la réforme du collège électoral du roi des Romains en 1125.

## Biographie
Adalbert était l'un des fils du comte Sigebert de Sarrebruck. Ses deux frères étaient le comte Frédéric de Sarrebruck et l’évêque de Spire Brunon de Sarrebruck. Il comptait vraisemblablement parmi les nobles qui soutinrent le prince Henri V contre son père, l’empereur Henri IV. C'est ainsi qu'il entra en contact avec le futur régent du royaume. Les sources mentionnent pour la première fois Adalbert en tant que chancelier d'Henri V à la date du 14 février 1106.
Après l'abdication forcée d'Henri IV et la mort de l'archevêque de Mayence Ruthard, le nouveau roi des Romains Henri V s'impliqua dans l'investiture d’Adalbert au trône épiscopal de Mayence. Élu par le chapitre au printemps 1110, Adalbert ne reçut la mitre et la crosse que le 15 août 1111 et dut attendre le 26 décembre 1115 son ordination. À cette date, d'ami d'Henri V, Adalbert en était devenu un adversaire acharné : voici comment cela advint.
En tant qu'archichancelier, Adalbert avait voyagé à l'hiver 1109-1110 avec une délégation royale à Rome, où Henri V, venu se faire sacrer empereur, envisageait aussi de mettre un terme à la Querelle des investitures. Le 4 février 1111, le roi et le pape Pascal II passèrent un accord secret (le « concordat de Sutri ») stipulant le renoncement du souverain allemand à investir les évêques du royaume, et contraignant les évêques à remettre, sous peine de mise au ban, les regalia qu'ils avaient obtenus des souverains (c'est-à-dire tous leurs droits et privilèges : droits de monnaie, d'octroi, de foire, de cité, de juridiction etc.) et leurs fiefs. Un tel traité ne pouvait recueillir l'approbation des princes-évêques, et lorsque par la suite les termes de ce traité vinrent à être connus, il s'ensuivit une rébellion. On entreprit donc de nouveaux pourparlers, mais le pape n'entendit évidemment pas revenir sur la récupération des fiefs, dont il devait recevoir l'exclusivité. Alors Henri V, avec l'approbation d'Adalbert, fit arrêter Pascal II. Sous la contrainte, ce dernier restitua le droit d'investiture et couronna Henri V empereur, et fut remis en liberté. Cette trêve, forcée, ne pouvait être qu'éphémère.
Mais alors Adalbert saisit l'occasion de renverser les alliances : en 1112 il s'allia avec le chef de file de l'opposition à l'empereur, Lothaire de Supplinbourg. Il faut sans doute chercher les raisons du changement de camp d'Adalbert dans ce que le séjour de Rome lui avait clairement démontré, à savoir combien l'empereur avait peu d'égards envers ses vassaux (dont lui-même) lorsque son propre pouvoir était en jeu.

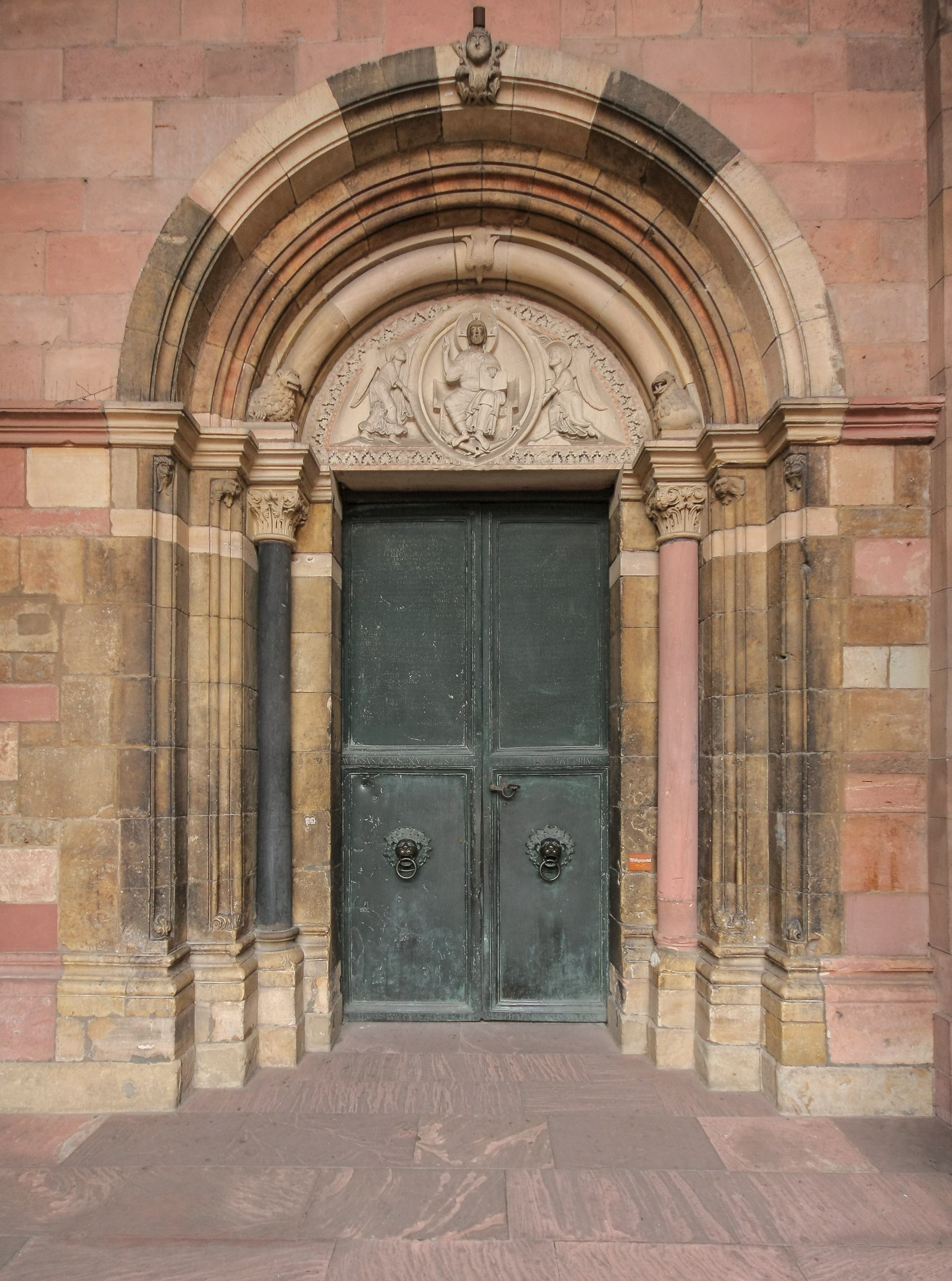
Les portes de bronze de la cathédrale ; dans les deux panneaux supérieurs sont gravés les droits civiques accordés par Adalbert.

Sur ce changement d'alliances, Henri V ne tergiversa pas longtemps : dès 1112, il fit arrêter l'évêque rebelle et le jeta en prison au château-fort de Trifels. Au bout de trois ans, un soulèvement des bourgeois de Mayence contraignit l'empereur à relâcher Adalbert. Ce dernier, libre et même promu archevêque par le pape, prononça l'excommunication de l'empereur à la Noël 1115 dans la cathédrale de Mayence. Pour les bourgeois de Mayence, la confrontation de leur archevêque avec le souverain présentait quelques avantages : comme Adalbert voulait nuire aux princes fidèles à l'empereur, il offrit aux bourgeois l'exemption des droits seigneuriaux et l'immunité juridique contre les barons en 1119 (droits confirmés en 1122). L'énonciation de ces droits civiques fut par la suite rendue publique et gravée sur les portes de bronze de la cathédrale.
En 1117, Adalbert reçut le pallium, et devint même légat d'Allemagne en 1119. Le pape Calixte II lui demanda de travailler à rétablir la paix entre l'Empire et l'Église : les efforts du prélat mayençais débouchèrent le 23 septembre 1122 sur le Concordat de Worms, qui mettait un terme à l'ancienne organisation ecclésiastique du clergé d'Allemagne.
Adalbert s'impliqua encore très activement dans la politique intérieure de l'empire. En 1125 il s'opposa à l'élection en tant que roi des Romains du duc Frédéric II de Souabe, un neveu d’Henri V, et assura finalement l'élection de son rival Lothaire de Supplinbourg. Par là, il consolidait la tradition du collège électoral de l'Empire, qui demeurait précaire. À compter de cette date, le vote fut limité non plus à tous les princes du royaume, mais seulement à dix d'entre eux issus des quatre provinces de Franconie, de Saxe, de Souabe et de Bavière. En 1257, ce nombre sera réduit à sept, convention qui sera conservée jusqu'à la fin de l'empire à une légère modification près. L'un d'eux était l'archevêque de Mayence, qui était en conséquence également appelé prince-électeur. Mais les Mayençais avaient désormais contre eux les princes de la maison de Hohenstaufen, qui gagnèrent en puissance au cours de décennies suivantes.
Lorsqu'éclata le schisme de 1130, Adalbert observa d'abord la prudence, avant de se ranger comme le reste du clergé allemand aux côtés du pape Innocent II.
L'archevêque mourut le 23 juin 1137. On l'inhuma dans la chapelle St-Godehard qu'il avait fait édifier près de la cathédrale de Mayence, et qui devait être pour des siècles la chapelle princière des archevêques de Mayence. Son tombeau fut retrouvé en 1850.